# Ruta Nacional 57 (Colombia)
La Ruta Nacional 57 fue una de las rutas establecidas por el Ministerio de Obras Públicas en la Resolución 3700 del 8 de junio de 1995, pero fue suprimida por la Resolución 339 del 26 de febrero de 1999 del Ministerio de Transporte. 
La Ruta Troncal partía desde el municipio de Duitama en el departamento de Boyacá y finalizaba en San Gil en el departamento de   Santander. La Ruta tiene unos 137 km. aproximadamente y el trayecto entre los dos lugares puede ser de hasta 5 horas, esto debido a que la mayor parte de la vía (entre Duitama y Charalá) se encuentra sin pavimentar aunque en un estado aceptable. Esta vía atraviesa los fríos páramos de Santa Ana y Rusia para luego descender hasta San Gil en un piso térmico templado-cálido.
Con la Resolución 339 del 26 de febrero de 1999 dejó de ser Ruta Nacional. Sin embargo en el Decreto 1735 de 2001 fue incluida en la Autopista Duitama-Charalá-San Gil y actualmente se encuentra en proceso de concesión el cual pavimentará y mejorará el trazado y estado de la ruta. La vía se considera muy importante para el desarrollo regional y permitiría reducir las distancias entre Duitama y la Región de los Llanos orientales con la región de los Santanderes y la Costa Atlántica Colombiana.  
En este proyecto se beneficiara un total 200.000 habitantes (198.106 Habitantes según los últimos datos de los distintos municipios por donde se tiene incidencia Duitama-Charalá-San Gil y municipios vecinos). 

## Tramos
| Tramo | Inicio     | Final      | Distancia (km) |
| ----- | ---------- | ---------- | -------------- |
| 01    | Duitama    | El taladro | 54             |
| 02    | El taladro | Charalá    | 46             |
| 03    | Charalá    | San Gil    | 37             |
|       |            | TOTAL      | 137            |

## Detalles de la ruta

### Tramos

#### Lugares que atraviesa
- Duitama
- Paramo la Rusia
- Corregimiento Virolin
- unión de via terciaria Encino (Santander)
- La Cantera (Charalá)
- Charalá
- Unión municipio del Paramo - Santander
- Unión municipio de Valle de San José - Santander
- San Gil